# Daniel Ríos
Daniel Armando Ríos Calderón (* 22. Februar 1995 in Mexiko-Stadt) ist ein mexikanischer Fußballspieler auf der Position eines Stürmers.

## Leben
Ríos erhielt seine fußballerische Ausbildung im Nachwuchsbereich des Club Deportivo Guadalajara, in dessen erster Mannschaft er erstmals 2015 in der Copa México zum Einsatz kam. Anfang 2016 wurde er an das mit Chivas kooperierende Farmteam Coras de Tepic ausgeliehen, für den er gleich bei seinem ersten Punktspieleinsatz am 8. Januar 2016 in der Clausura 2016 zwei Treffer zum 6:0-Sieg beim Murciélagos FC beisteuerte; einem Verein, der in  dieser Saison ansonsten kein Heimspiel mit mehr als einem Tor Rückstand verlor. Anschließend wurde Ríos an den Traditionsverein Club Deportivo Zacatepec ausgeliehen, der zu jener Zeit ebenfalls in der zweiten Liga spielte.
2018 spielte Ríos auf Leihbasis für den North Carolina FC und gehörte in dieser Spielzeit mit 20 Treffern zu den Topscorern der der zweiten nordamerikanischen Liga. Auch in der darauffolgenden Saison, in der er bereits für den Nashville SC spielte, belegte er mit 20 Treffern den zweiten Platz in der Torschützenliste. Zu Beginn der Saison 2020 erwarb der Nashville Soccer Club das Recht, in der erstklassigen Major League Soccer zu spielen, wo Ríos in dieser und der nächsten Saison noch für Nashville sowie in der darauffolgenden Saison für den Charlotte FC spielte. 
Anfang 2023 kehrte Ríos zu seinem Ausbildungsverein Chivas Guadalajara zurück und bestritt sein erstes Spiel in der höchsten mexikanischen Spielklasse am 21. Januar 2023 bei der 1:2-Heimniederlage gegen Deportivo Toluca. Sein bisher einziges Tor in der höchsten mexikanischen Spielklasse erzielte er am 18. Februar 2023 beim 2:1-Auswärtssieg gegen die UNAM Pumas.